# Lista okrętów Royal Navy, O
Ta sekcja listy okrętów Royal Navy zawiera wszystkie okręty Royal Navy których nazwa zaczyna się od O.
Aby zobaczyć wyłącznie listę okrętów obecnie pozostających w służbie, zobacz Lista obecnie służących okrętów Royal Navy
W wielu przypadkach nazwa była używana wielokrotnie dla wielu jednostek na przestrzeni wieków. Jeżeli tak było, to po kliknięciu na nazwę powinno się wyświetlić hasło zawierające spis wszystkich jednostek noszących taką nazwę.
- „O1”
- „Oakham Castle”
- „Oakington”
- „Oakley”
- „Oakville”
- „Oak”
- „Obdurate”
- „Obedient”
- „Oberon”
- „Obervateur”
- „Observer”
- „Oceanway”
- „Ocean”
- „Ocelot”
- „Ockham”
- „Ocktavia”
- „Odiham”
- „Odin”
- „Odzani”
- „Offa”
- „Ogre”
- „Oiseau”
- „Ojibwa”
- „Okanagan”
- „Okehampton”
- „Old Francis”
- „Old James”
- „Old Lawrence”
- „Old President”
- „Old Roebuck”
- „Old Success”
- „Old Truelove”
- „Old Warwick”
- „Olive Branch”
- „Olympia”
- „Olympus”
- „Omdurman”
- „Onondaga”
- „Onslaught”
- „Onslow”
- „Ontario”
- „Onyx”
- „Opal”
- „Ophelia”
- „Opossum”
- „Opportune”
- „Oracle”
- „Orange Tree”
- „Orangeville”
- „Orby”
- „Orcadia”
- „Orchis”
- „Orestes”
- „Oreste”
- „Orford Ness”
- „Orford Prize”
- „Orford”
- „Oriana”
- „Oribi”
- „Oriflamme”
- „Orilla”
- „Oriole”
- „Orion”
- „Orissa”
- „Orkan”
- „Orkney”
- „Orlando”
- „Ormonde”
- „Ornen”
- „Oronoque”
- „Orontes”
- „Oroonoko”
- „Orpheus” (1773)
- „Orpheus” (1861)
- „Orquijo”
- „Ortenzia”
- „Orwell”
- „Oryx”
- „Osborne”
- „Oshawa”
- „Osiris”
- „Osprey”
- „Ossington”
- „Ossory”
- „Ostend”
- „Ostrich”
- „Oswald”
- „Oswego”
- „Oswestry Castle”
- „Otranto”
- „Otter”
- „Otus”
- „Oudenarde”
- „Oulston”
- „Oundle”
- „Ouragan”
- „Ouse”
- „Overton”
- „Overyssel”
- „Owen Glendower”
- „Owen Sound”
- „Owen”
- „Owl”
- „Owners Adventure”
- „Owners Goodwill”
- „Owners Love”
- „Oxford Castle”
- „Oxford”
- „Oxlip”